# (39424) 3143 T-2
3143 T-2 (asteroide 39424) é um asteroide da cintura principal. Possui uma excentricidade de 0.08528370 e uma inclinação de 2.45437º.
Este asteroide foi descoberto no dia 30 de setembro de 1973 por Cornelis Johannes van Houten e Ingrid van Houten-Groeneveld e Tom Gehrels em Palomar.